# Axel Törje
Axel Teodor Törje, född 9 november 1892 i Växjö, död 17 februari 1975 i Lund, var en svensk trädgårdsman.
Törje, som var son till handlanden Hans Jönsson och Anna Jönsson, avlade trädgårdsmästarexamen i Alnarp 1924. Han blev trädgårdsmedhjälpare  i Lunds botaniska trädgård 1912, trädgårdsmästare där 1936 och var akademiträdgårdsmästare 1937–1958. Han blev filosofie hedersdoktor i Lund 1959. Han författade skrifter rörande växtodling och växtnomenklatur samt trädgårdshistoria; Gamla botaniska trädgården i Lund. Lunds botaniska trädgård 1690–1867 (1959).